# Kingsey
Kingsey är en ort och civil parish i Storbritannien.   Den ligger i kommunen Buckinghamshire och riksdelen England, i den södra delen av landet, 60 km väster om huvudstaden London. Kingsey ligger 76 meter över havet och antalet invånare är 207.
Terrängen runt Kingsey är huvudsakligen platt, men söderut är den kuperad. Runt Kingsey är det tätbefolkat, med 511 invånare per kvadratkilometer. Närmaste större samhälle är High Wycombe, 18,4 km sydost om Kingsey. Trakten runt Kingsey består till största delen av jordbruksmark.